# Carl Arnold Gonzenbach
Carl Arnold Gonzenbach (* 21. Juli 1806 in St. Gallen; † 13. Juni 1885 ebenda) war ein Schweizer Maler, Kupferstecher und Zeichner.

## Leben
Carl Gonzenbach besuchte von 1821 bis 1825 die Malschule von Johann Jakob Lips in Zürich, dann bei Johann Heinrich Felsing und bei Samuel Amsler in München, wo er seit 1826 an der Kunstakademie eingeschrieben war, 1828 reiste er nach Paris, wo er bei François Forster arbeitete, 1831/32 unternahm er eine Italienreise. Anschließend kehrte er nach St. Gallen zurück, wo er als Porträtmaler tätig war und Zeichenunterricht gab. Von 1838 bis 1878 lebte er in München, danach wieder in St. Gallen.

## Werke (Auswahl)

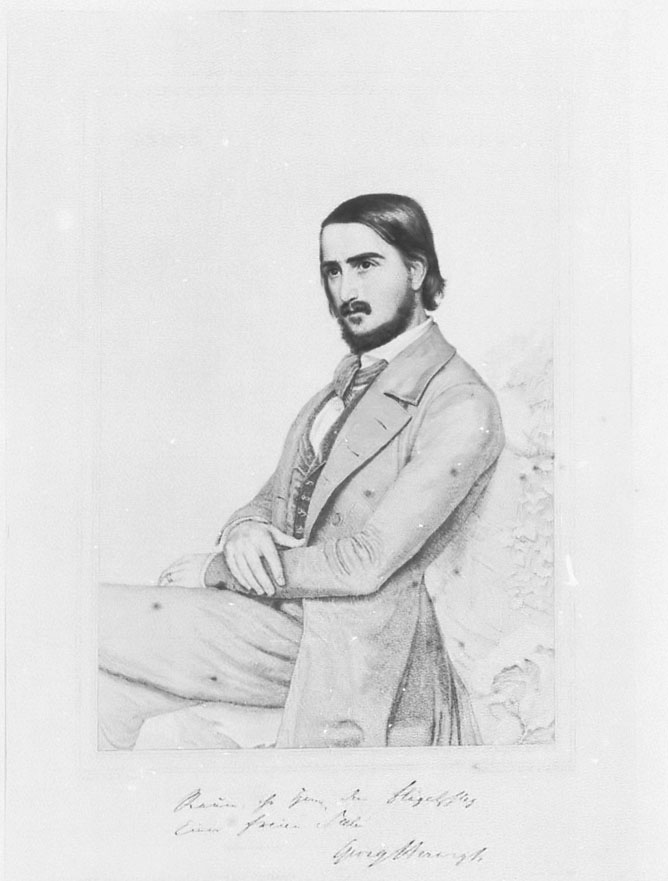
Georg Herwegh, Kupferstich

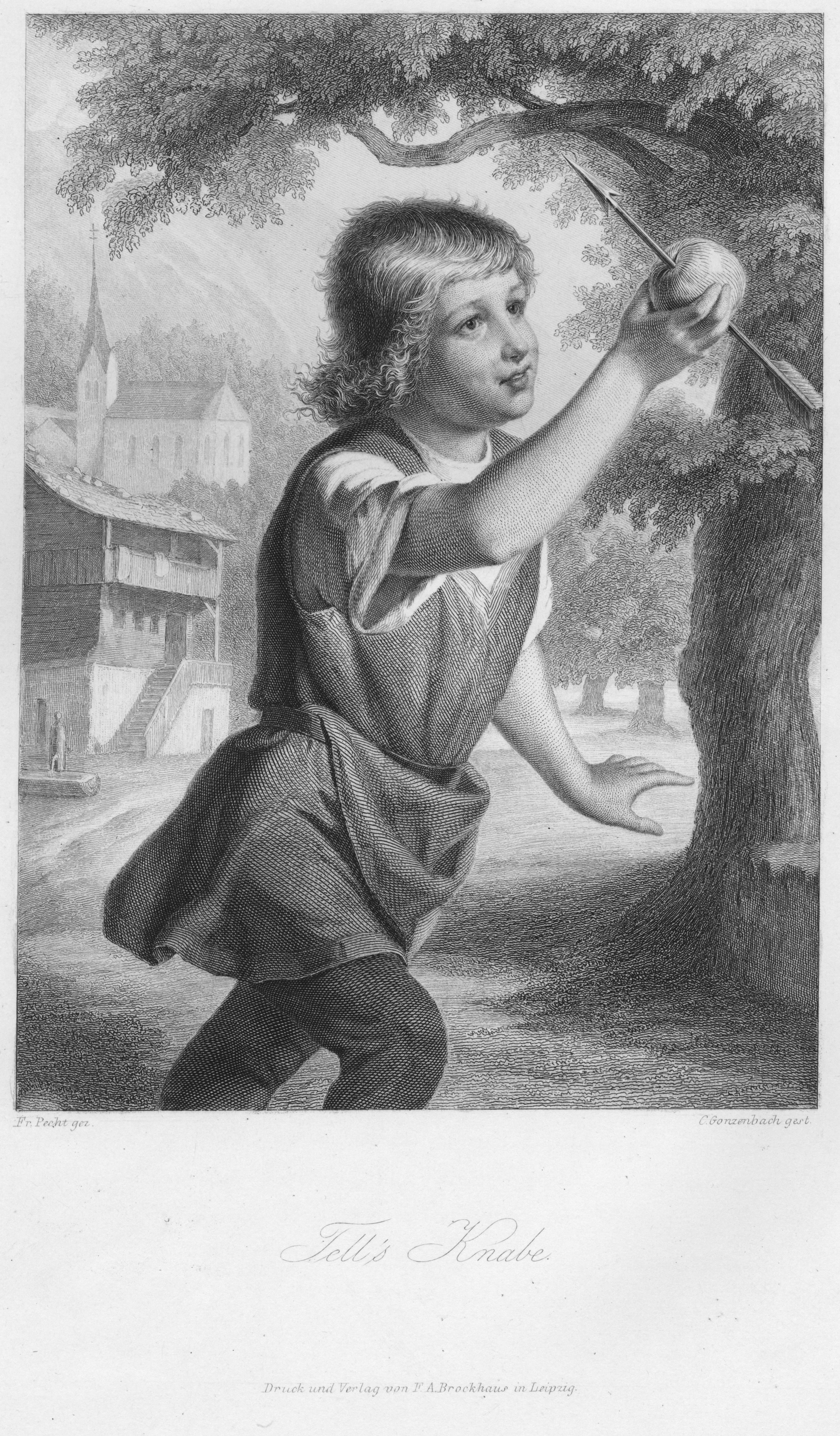
Tell’s Knabe in der Schiller-Galerie (1859), Stahlstich nach Friedrich Pecht

Neben einigen Bildnissen in Öl fertigte er reproduzierende Karton- sowie Kupferstiche nach Bildern von Wilhelm von Kaulbach, Julius von Schnorr, Bonaventura Genelli und Ludwig Vogel.
- Günther und Brunhilde
- Siegfried und Kriemhild, nach Julius Schnorr
- Der Tod Arnold von Winkelrieds
- Der Schwur auf dem Rütli und
- Der Tellschuß, nach Ludwig Vogel
- Der Verbrecher aus verlorner Ehren, nach Wilhelm von Kaulbach
- Fünf Blätter „Aus dem Leben einer Hexe“
- Vier Blätter „Aus dem Leben eines Künstlers“ nach Bonaventura Genelli
- Zwei Blätter zu Shakespeares Sturm, nach Kaulbach
- Nach Vorlagen von Friedrich Pecht und Arthur von Ramberg schuf er drei Stahlstiche für die 1859 erschienene Schiller-Galerie.[2]
- Gemeinsam mit Alexander Rordorf schuf Gonzenbach eine Illustration zu Dantes Divina Commedia nach einem Ölgemälde von Carl Vogel von Vogelstein, das im Grossherzoglichen Palast delle Crociette zu Florenz hängt.[3]